# Yōhei Satō
Yohei Sato (佐藤 洋平?, Sato Yohei; Prefettura di Miyagi, 22 novembre 1972) è un ex calciatore giapponese, di ruolo portiere.